# Elisa Cohen de Chervonagura
Elisa Cohen de Chervonagura (San Miguel de Tucumán, 14 de agosto de 1954) es una escritora argentina, profesora en Letras de la Facultad de Filosofía y Letras de la Universidad Nacional de Tucumán, doctora en Letras e investigadora del Conicet.
Sus principales áreas y temas de estudio en la actualidad son la sociolingüística, el análisis crítico del discurso, la morfología del español, lenguas en desaparición e inmigración judía.
Expositora en más de 40 congresos nacionales e internacionales, autora de más de 50 artículos y reseñas con referato en revistas nacionales e internacionales de la especialidad. Publica ocasionalmente artículos de crítica en los suplementos literarios de periódicos nacionales y tiene una novela inédita.
Ha dictado numerosas conferencias, participado en mesas redondas y paneles vinculados con sus áreas de estudio. Además de actuar como referencista en publicaciones de la especialidad en el país y en el extranjero y jurado de numerosos concursos docentes en universidades del país.

## Publicaciones

### En Busca de la Palabra Perdida
Se trata de un trabajo pionero ya sobre la base de entrevistas a los últimos hablantes de judeo-español que habitaban Tucumán se hacen aportes concretos para el estudio de su discurso, sociedad e historia.
(1988)

### La prensa argentina en la encrucijada de la historia
Se trata de una investigación histórico-lingüística acerca de
la prensa tucumana y porteña en la cual se acentúan distintos aspectos
semánticos y pragmáticos del periodismo en los siglos XIX y XX 
considerando el contexto sociocultural.
(1991)

### Hacia la incorporación de los MASS MEDIA en la Enseñanza de la Lengua
Se trata de un estudio en el que se enfatiza la importancia de incorporar los 
medios de comunicación a los programas de enseñanza media y de demostrar el papel
esencial que tiene el lenguaje en su producción y recepción.
(1991)

### El Lenguaje de la Prensa. Tucumán: 1900 - 1950
El tema de la obra es mostrar el uso que los periódicos locales hacen del lenguaje, en especial
del correspondiente a la comunidad de sus lectores, y cómo constituyen uno de los sublenguajes
que con mayor fidelidad refleja la lengua coloquial. Se atiende de esta manera, a la interrelación 
del lenguaje con la coyuntura local o regional desde las últimas perspectivas que ofrece el estudio
lingüístico.
(1997)

### Diálogo de la Lengua
Este libro propone un estudio del Diálogo de la Lengua 
de Juan de Valdés desde el punto de vista pragmático para
advertir cómo se produce la acción inducida por el uso del
lenguaje y cómo la forma lingüística aparece dentro de determinada
situación comunicativa y social analizando la relación de los signos 
entre sí con los usuarios de la época y, en ciertas situaciones,
incluso con la posteridad.
(2001)

### Seis estudios sobre la palabra
Se trata de la compilación de diferentes trabajos relacionados 
con el estudio de la morfología del español, tomando como corpus
textos auténticos orales o escritos, a fin de proponer perspectivas
novedosas en el estudio de la disciplina.
(2001)

### La Didáctica de las Lenguas
La didáctica de las lenguas constituye actualmente un campo muy
amplio y complejo que requiere un abordaje interdiscipilanrio por la
variedad de problemas y de enfoques que plantea.
Desde la Maestría en Didáctica de las Lenguas (español, francés o inglés) 
de la Facultad de Filosofía y Letras de la Universidad Nacional de Tucumán,
un grupo de docentes y de maestrandos presentan en este volumen el resultado
de sus experiencias e investigaciones y proponen soluciones para que quien 
desee profundizar en la paciente relación entre las lenguas y el proceso que
conlleva su enseñanza y aprendizaje, puede tener referentes que le permitan 
una puesta en relación con su propio contexto.
(2004)

### Voces del más allá, enunciados del más acá: la religiosidad popular y el discurso acerca de una santa judía
El Noroeste argentino es una región atravesada por numerosas prácticas de santidad popular. Es común que estas devociones se inspiren en el culto católico. El estudio se refiere a un marco  rico de discursos en conflicto y posteriores acuerdos que conforman una zona que García Canclini (1990) caracterizaba como propias de la interculturalidad latinoamericana. Desde el estudio del discurso se busca develar cuál es su significación tanto para las personas devotas que acuden a su tumba a pedir favores como para los escépticos, profundizando cómo este proceso de construcción de sentidos aparece muy influido por determinados contextos de uso.

### Comunidades Lingüísticas
Los articulistas de este volumen quieren develar como dentro de una
determinada institución se ubican grupos desiguales que estructuran
los usos del espacio y generan representaciones sociales y lingüísticas, 
observables desde los textos que la propia institución genera y donde muchas
veces se auto representan como un contexto armonioso en el que se advierten
verdaderos enfrentamientos discursivos.
(2006)

## Menciones honoríficas
- 1º y 2º Premio otorgado por el Círculo de la Prensa de Córdoba en el Segundo Concurso Nacional de Ensayos sobre el Periodismo Argentino- 1986

- Gran Premio Iberoamericano "Augusto Raúl Cortazar" del Fondo Nacional de las Artes como integrante del equipo que redactó acerca de los relatos orales en Tucumán- INSIL, UNT -1990- coordinadora: Dra. Elena Rojas

- 1º Premio del Consejo Central de Educación Judía en Argentina en el concurso Raíces Judías en España por el ensayo "El judeo-español: lenguaje, nostalgia y reencuentro"-1992

- Faja de honor de la ADEA (género ensayo) por el libro "La prensa argentina en la encrucijada de la historia" escrito en colaboración con la Dra. Elena Rojas-1993

- Premio a la mejor tesis doctoral de la carrera de Letras, otorgado por la FAMU, Tucumán, noviembre de 1997

- Premio "10 Mujeres Sobresalientes del 2000" otorgado por la Municipalidad de San Miguel de Tucumán por su sobresaliente labor en la docencia universitaria- Selección mediante Jurado-2001

- Subsidio de Investigación en Ciencia y Tecnología otorgado por el COCYTUC para investigadores que contribuyan al desarrollo provincial a través del estudio de la lengua española- por concurso-1995

- Tercer Premio Nacional de Lingüística, Filología e Historia de las Artes y las Letras otorgado mediante concurso nacional por la Secretaría de Cultura de la Presidencia de la Nación Archivado el 24 de noviembre de 2006 en Wayback Machine.- abril de 2005
- Premio “2013 best Book Honorable Mention”[11]